# هفت جشمة (مارغون)
هفت جشمة (بالفارسية: هفت چشمه) هي قرية تقع في إيران في قسم مارغون الريفي. يقدر عدد سكانها بـ 263 نسمة بحسب إحصاء 2016.